# Stemmingsstoornis
Stemmingsstoornis is een verzamelnaam voor psychische aandoeningen waarbij de gemoedsstemming of emotie van de patiënt ziekelijk is verstoord of niet past bij de situatie waarin de patiënt verkeert.
De stemming van de patiënt kan depressief zijn, waarbij de gemoedsstemming bedrukt is, manisch, waarbij de stemming als pathologisch uitgelaten of ongeremd gezien kan worden, of hypomaan, bij een milde vorm van manie. Ook kan hiervan een combinatie optreden. 
Stemmingsstoornissen vormen een aparte categorie in de DSM-5 en de ICD10 Hoofdstuk V waar ze als volgt zijn ingedeeld:
- Stemmingsepisoden
  - Depressieve episode
  - Hypomane episode
  - Manische episode
  - Gemengde episode
- Depressieve stoornissen
  - Dysthyme stoornis
  - Depressieve stoornis met één episode ( Milde depressieve stoornis)
  - Depressieve stoornis met herhaalde episoden (Terugkerende korte depressie)
  - Depressieve stoornis niet anderszins omschreven
- Bipolaire stoornissen
  - Bipolaire stoornis I
  - Bipolaire stoornis II
  - Cyclothyme stoornis
  - Bipolaire stoornis niet anderszins omschreven
- Stemmingsstoornis door een somatische aandoening
  - Met depressieve symptomen
  - Met manische symptomen
  - Met gemengde symptomen
- Stemmingsstoornis door alcohol of drugs
- Stemmingsstoornis niet anderszins omschreven